# Michael McCann (Politiker)

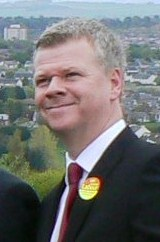
Michael McCann

Michael McCann (* 2. Januar 1964 in Glasgow) ist ein schottischer Politiker der Labour Party.

## Leben
McCann wurde 1964 als Sohn eines Handwerkers in Glasgow geboren. Im Alter von vier Monaten zog die Familie nach East Kilbride. McCann besuchte die St Kenneth’s Primary School, die St Brides High School sowie die St Andrews High School. Zwischen 1982 und 1992 war McCann im Ministerium für internationale Entwicklung tätig. Anschließend arbeitete er in Vollzeit zunächst bis zu ihrer Auflösung für die Gewerkschaft Civil and Public Services Association, um sich dann bis 2008 der Nachfolgeorganisation Public and Commercial Services Union anzuschließen. McCann ist verheiratet und zweifacher Vater.

## Politischer Werdegang
Im Jahre 1999 wurde McCann für die Labour Party in den Regionalrat von South Lanarkshire gewählt, dessen stellvertretender Vorsitzender er 2007 wurde. Seine Position bei der PCS gab er 2008 auf, um sich verstärkt auf die Lokalpolitik zu konzentrieren.
Nachdem sein Parteikollege Adam Ingram bei den Unterhauswahlen 2010 nicht mehr antrat, stellte die Labour Party McCann als seinen Nachfolger im Wahlkreis East Kilbride, Strathaven and Lesmahagow auf. Mit einem Stimmenanteil von 51,5 % setzte er sich deutlich gegen fünf Kontrahenten durch und zog in der Folge erstmals in das britische Unterhaus ein. Nach massiven Stimmgewinnen der SNP bei den folgenden Unterhauswahlen 2015 schied McCann bereits nach einer Wahlperiode wieder aus dem House of Commons aus. Das Mandat ging an die SNP-Kandidatin Lisa Cameron.